# Jim Cairns
James Ford „Jim“ Cairns (* 4. Oktober 1914 in Carlton, Victoria; † 12. Oktober 2003 in Narre Warren East, Casey City, Melbourne) war ein australischer Politiker.

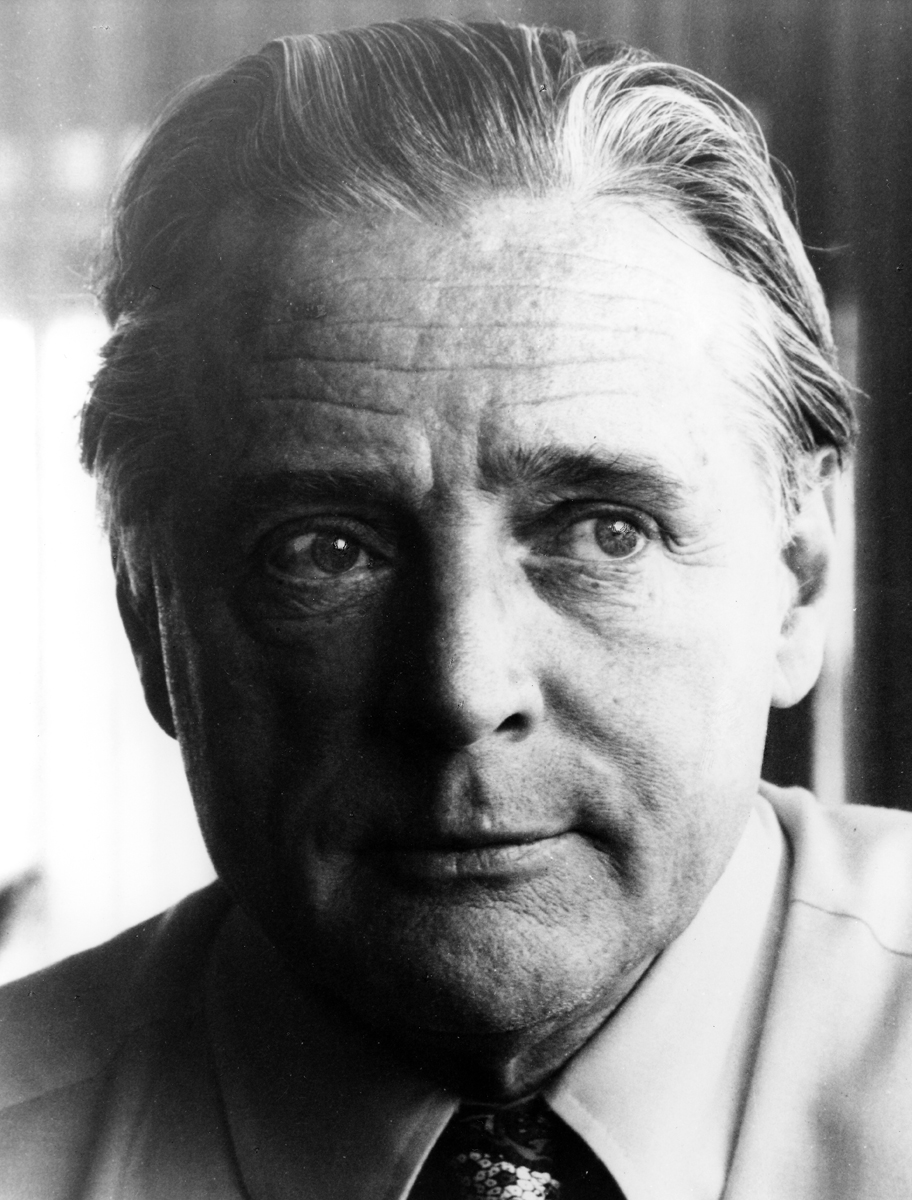
Jim Cairns (1976)

## Leben
Cairns begann seine bundespolitische Laufbahn 1955 mit der Wahl zum Abgeordneten des Repräsentantenhauses, in dem er die Interessen der Australian Labor Party (ALP) im Wahlkreis Yarra und dann ab 1969 im Wahlkreis Lalor vertrat.
Innerhalb der ALP des Bundesstaates Victoria vertrat er eine antikommunistische Haltung sowie seinen katholischen Glauben und stieg innerhalb der Partei besonders aufgrund seiner Haltung gegen den Vietnamkrieg auf. Während die ALP während der ersten Jahre des Vietnamkrieges beibehielt, begann Cairns schnell die starke Unterstützung der USA durch Australien anzuprangern. Dies führte auch dazu, dass er Anführer von großen Antikriegsmärschen war und auch gegen die Einstellung der ALP zu Wehrpflicht in Australien und den Krieg an sich war. Seine massive Gegnerschaft zur sogenannten White Australia Policy führte dazu, dass Wut anstieg bis hin zu einem Angriff auf ihn und seine Familie in ihrem Haus. Nach dem Überfall benötigte er mehrere Monate zur Genesung.
Nach dem Rücktritt von Arthur Calwell als Vorsitzender der ALP 1967 kandidierte er als dessen Nachfolger, unterlag jedoch dem bisherigen Stellvertretenden Parteivorsitzenden Gough Whitlam. Als Whitlam 1969 wegen parteiinterner Schwierigkeiten zunächst vom Parteivorsitz zurücktrat, kandidierte er erneut, unterlag aber erneut dem doch wieder kandidierenden Whitlam als Parteivorsitzender mit lediglich 6 Stimmen Unterschied.
Als die ALP die Parlamentswahlen 1972 mit 67 Mandaten gewann und vor der bisherigen Koalition aus Liberal Party und der National Party mit insgesamt 58 Sitzen lag, wurde er im Dezember 1972 von Premierminister Whitlam zum Minister für Handel und Sekundärindustrie ernannt. Während seiner Amtszeit kam es zum Abschluss eines Handelsabkommens mit der Volksrepublik China sowie einer Intensivierung der Beziehungen zum Mittleren Osten.
Nach den schweren wirtschaftlichen Problemen, die die Regierung belasteten, wurde er im Dezember 1974 Stellvertretender Premierminister und Schatzminister (Treasurer) im Kabinett Whitlams. Zwischen 1974 und 1975 war er auch Stellvertretender Vorsitzender der ALP. Im Juni 1975 kam es zu seiner Entlassung als Schatzminister wegen angeblicher Falschaussage gegenüber dem Repräsentantenhaus wegen seiner Beteiligung an überseeischen Kreditgeschäften (Khemlani-Loan-Affair). Innerhalb der ALP wurde seine Entlassung jedoch als Bestrafung für eine außereheliche Beziehung zu seiner Büroleiterin Juni Morosi angesehen. Im Rahmen der Kabinettsumbildung wurde er stattdessen Umweltminister und behielt dieses Amt bis zum Ende von Whitlams Amtszeit am 5. Dezember 1975.
1977 verzichtete er auf eine erneute Kandidatur für das Repräsentantenhaus und zog sich aus dem politischen Leben zurück.

## Schriften
- The Eagle & the Lotus. Western Intervention in Vietnam, 1847–1971. Melbourne: Lansdowne, 1969.